# 庄司将之
庄司 将之（しょうじ まさゆき、1980年4月16日 - ）は、日本の男性声優。東京都出身。トイプリッズ所属。

## 人物
以前はオフィスPACに所属し、その後にフリーとなる。フリー時代の一時期にトイプリッズと業務提携していた。業務提携解消後からしばらくして、2022年11月1日よりトイプリッズへの所属となった。
趣味・特技は家電散策、映画鑑賞、怪談を聞くとすぐ眠れること、寝言がハッキリしていること。
ホームヘルパー1級、マルチメディア検定3級の資格を持つ。

## 出演
太字はメインキャラクター。

### テレビアニメ
2008年
- 屍姫 シリーズ（2008年 - 2009年、墨鳥） - 2シリーズ
- 忍者玉丸（味丸、三日ネズミ）
- モノクローム・ファクター（テニス部員）

2009年
- 鉄のラインバレル（桐山英治（少年）、生徒）
- スティッチ!（ダマーホフ）
- 夏のあらし!（ヨシヒコ）

2010年
- おおきく振りかぶって 〜夏の大会編〜（キヨ）
- 鋼の錬金術師 FULLMETAL ALCHEMIST（ダミアノ）

2011年
- UN-GO（マニアの若者）
- ちはやふる（2011年 - 2013年、男子生徒、河内翔二） - 2シリーズ
- NO.6（男子A）

2012年
- ギルティクラウン（男子生徒）
- 黒子のバスケ（宮地清志）

2013年
- 銀の匙 Silver Spoon（常盤恵次）

2016年
- ALL OUT!!（賀茂雷太、男子生徒）
- ハイキュー!! シリーズ（2016年 - 2020年、黄金川貫至） - 2シリーズ

### 劇場アニメ
- 黒子のバスケ ウインターカップ総集編 〜扉の向こう〜（2016年、宮地清志）
- 劇場版 黒子のバスケ LAST GAME（2017年、宮地清志[5]）

### OVA
- うる星やつら ザ・障害物水泳大会（2010年、生徒）

### ゲーム
2008年
- イナズマイレブン（亜風炉照美）※ニンテンドーDS、レベルファイブ

2011年
- マスケティア（ボナシュー）

2012年
- 黒子のバスケ キセキの試合（宮地清志）

2013年
- ダンボール戦機ウォーズ（青菜シンジ）

2014年
- 黒子のバスケ 勝利へのキセキ（宮地清志）

2015年
- 黒子のバスケ 未来へのキズナ（宮地清志）

2016年
- ハイキュー!! Cross team match!（黄金川貫至）

### 吹き替え

#### 映画
- ウェイバリー通りのウィザードたち ザ・ムービー（ジャスティン・ルッソ〈デヴィッド・ヘンリー〉）
- ウォーロード/男たちの誓い
- オフロでGO!!!!! タイムマシンはジェット式（ジェイコブ〈クラーク・デューク〉）
- オフロでGO!!!!! タイムマシンはジェット式2（ジェイコブ〈クラーク・デューク〉）
- かいじゅうたちのいるところ（アレクサンダー）
- スーパーヒーロームービー!! -最'笑'超人列伝-（リック・ライカー/ドラゴン・フライ〈ドレイク・ベル〉）
- スカイ・ファイター（ジェイソン）
- スパイダー パニック!
- ダッドナップ パパ誘拐計画（ウィーズ〈デヴィッド・ヘンリー〉）

#### テレビドラマ
- ER XIV 緊急救命室（フィン・アンドルース〈ダニエル・サモナス〉） #293
- ER XV 緊急救命室（レオ〈デビッド・フウィン〉） #318
- ウェイバリー通りのウィザードたち（ジャスティン・ルッソ〈デヴィッド・ヘンリー〉）
- 気分はぐるぐる
- クリミナル・マインド FBI行動分析課
- 恋するメゾン。〜Rainbow Rose〜（ハン・セオ）
- しあわせの処方箋
- 新ビバリーヒルズ青春白書
- スタジオDC:オールスター・ライブ（デヴィッド・ヘンリー）
- ダメージ
- デスパレートな妻たち6（エディ・オルロフスキー）
- HEROES/ヒーローズ
- ブレイキング・バッド（ウォルター・ホワイトJr.）
- BONES（ダン）
- 名探偵モンク3
- 名探偵モンク7

#### アニメ
- ウェイン&ラニー クリスマスを守れ!
- くもりときどきミートボール（スティーブ）
- くもりときどきミートボール2 フード・アニマル誕生の秘密（スティーブ）
- 腰抜けヒーロー大冒険!!（アレクサンダー）
- トムとジェリー テイルズ（トムの甥）

### 舞台
- 遺産ラプソディ
- 法王庁の避妊法